# Sustainable Development Studies
Die Sustainable Development Studies (SDS) ist ein interdisziplinärer Forschungsbereich, der die Grundannahmen, Ziele, Methoden und Wirkungen der uneinheitlichen Konzepte einer „Nachhaltigen Entwicklung“ untersucht.
Unter dem Titel Nachhaltige Entwicklung bzw. Nachhaltigkeit werden entsprechende Studiengänge angeboten.

## Hintergrund
Das Konzept der Nachhaltigen Entwicklung fordert Unternehmen, Organisationen und Individuen zu neuem Denken und neuen Handlungsweisen heraus. Holistische und Multidisziplinäre Denkweisen sollen vorangebracht werden.
SDS erforscht zum einen, wie Nachhaltige Entwicklung umgesetzt werden kann und welche Schwierigkeiten, Grenzen und Chancen sich dabei auftun. Zum anderen wird das Konzept der Nachhaltigen Entwicklung selbst kritisch hinterfragt und durchleuchtet.